# Guvernementet Novgorod
Guvernementet Novgorod var ett guvernement i nordvästra Ryssland, 1727–1927. Det var beläget mellan guvernementet Sankt Petersburg i väster samt Tver, Jaroslav och Vologda i öster.
Det hade en yta på 122 340 km2 och 1 642 200 invånare (1911), nästan uteslutande ryssar. Guvernementets södra del upptogs av Valdaihöjden, som är mellersta Rysslands största (321 m.) och där landets största floder hade sina källor. Den var djupt fårad av dalar med branta sidor; i väster stupade den tämligen brant mot sjön Ilmen, vilken låg endast 18 m. ö. h. Nordöstra delen av guvernementet tillhörde sjöområdet i nordvästra Ryssland. Denna trakt, som lindrigt sluttar mot sjöarna Ladoga och Onega, var fylld med flera tusen sjöar, av vilka de största var Beloje ozero och Vozje. Ofantliga, glest trädbevuxna kärrtrakter – rester av forna sjöar – upptog mer än 1/6 av arealen, men började torrläggas vid 1900-talets början. Guvernementet var delat mellan Norra ishavets, Östersjöns och Kaspiska havets vattenområden, vilka var förenade genom flera kanaler. De största floderna var Volchov, Ilmens avlopp till Ladoga, Msta och Lovat, tillflöden till Ilmen, Sas tillflöde till Ladoga samt Sjeksna och Mologa, bifloder till Volga, vilka alla var viktiga samfärdsmedel. Skogar upptog ännu 55 procent av arealen, och blott 11,7 procent var åkerjord. Klimatet var hårt; årsmedeltemperaturen för staden Novogord var 4,4° (-9,5 i januari., 17° i juli).
Jordbruket fyllde ej överallt behovet av råg; däremot exporterades havre och lin. Icke heller boskapsskötseln motsvarade konsumtionen. Stenkol och torv fanns i stor mängd, likaså eldfast lera. Invånarna sysselsatte sig med jordbruk, fiske, jakt, skogshantering och åtskillig slöjd. En stor del av arbetsklassen utvandrade årligen för att söka arbete i andra delar av Ryssland och grannländerna (bland annat som sågfilare). Handeln var livlig och befordras genom en mängd marknader.

## Indelning

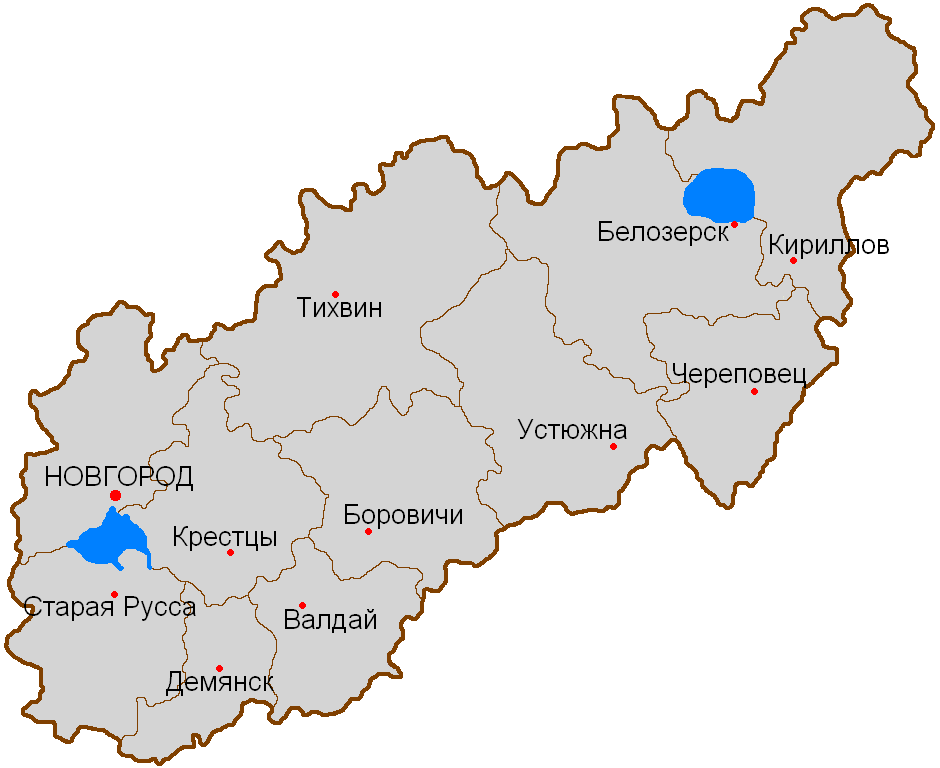
Administrativ indelning åren 1859–1918.

Guvernementet var delat i 11 kretsar (Уезд), varav de sex sydvästligaste motsvarar dagens Novgorod oblast och de fyra östligaste hör till dagens Vologda oblast.
| Kretsens huvudstad          | Areal (km²) | Folkmängd (1897), inv. |
| --------------------------- | ----------- | ---------------------- |
| Belozersk (5 015 inv.)      | 14 860,5    | 86 906                 |
| Borovitji (9 431 inv.)      | 10 294,0    | 146 368                |
| Demjansk (1 648 inv.)       | 4 919,7     | 79 791                 |
| Kirillov (4 306 inv.)       | 13 852,2    | 120 004                |
| Kresttsy (2 596 inv.)       | 8 965,9     | 104 389                |
| Novgorod (25 736 inv.)      | 10 018,8    | 185 757                |
| Staraja Russa (15 183 inv.) | 9 536,4     | 191 957                |
| Tichvin (6 589 inv.)        | 18 401,7    | 99 367                 |
| Tjerepovets (6 948 inv.)    | 8 246,1     | 157 495                |
| Ustiuzjna (5 111 inv.)      | 12 879,6    | 99 737                 |
| Valdaj (2 907 inv.)         | 6 569,7     | 95 251                 |
| Totalt                      | 118 544,4   | 1 367 022              |

## Guvernörer
- Dmitrij Fjodorovitj Glinka (5 april till 22 december 1798)
- Nikifor Michajlovitj Marin (22 december 1798 till 22 december 1799)
- Vladimir Matvejevitj Rzjevskij (23 december 1799 till 28 oktober 1800)
- Stepan Fjodorovitj Oboljaninov (28 oktober 1800 till 1801)
- Ivan Sevastjanovitj Rikman (1801–1804)
- Jegor Michajlovitj Rjabinin (1805)
- Roman Vasiljevitj Uchtomskij (1805–1810)
- Aleksej Vasiljevitj Vasiltjikov (1810–1812)
- Pavel Ivanovitj Sumarokov (1812–1814)
- Nikolaj Nazarjevitj Muravjov (1815–1818)
- Dmitrij Sergejevitj Zjerebtsov (1818–oktober 1826)
- August Uljanovitj Denfer (21 oktober 1826 till 2 september 1834)
- Pjotr Lavrentjevitj Sukovkin (5 september 1834 till 8 november 1838)
- Ivan Grigorjevitj Senjavin (8 november 1838 till 24 oktober 1840)
- Jelpidifor Antiochovitj Zurov (2 november 1840 till 24 januari 1846)
- Christofor Christoforovitj Choven (18 december 1846 till 17 mars 1848)
- Fjodor Ivanovitj Vaskov (17 mars 1848 till 2 september 1850)
- Fjodor Antonovitj Buratjkov (1851 till 6 december 1853)
- Trofim ivanovitj Moskvin (6 december 1853 till 28 januari 1855)
- Pjotr Petrovitj Kokusjkin (3 februari 1855 till 24 maj 1857)
- Vladimir Ivanovitj Filippovitj (24 maj 1857 till 4 maj 1862)
- Vladimir Jakovlevitj Skarjatin (11 maj 1862 till 13 mars 1864)
- Eduard Vasiljevitj Lerche (13 mars 1864 till 4 november 1882)
- Aleksandr Nikolajevitj Mosolov (3 december 1882 till 7 april 1894)
- Boris Vladimirovitj Sturmer (11 april 1894 till 30 juli 1896)
- Otton Ludvigovitj Medem (30 juli 1896 till 13 juli 1907)
- Pjotr Petrovitj Basjilov (13 juli 1907 till 28 februari 1911)
- Viktor Aleksandrovitj Lopuchin (28 februari 1911 till 14 januari 1913)
- Michail Vladimirovitj Islavin (14 januari 1913 till 1917)
- Wikimedia Commons har media som rör Guvernementet Novgorod.